# Megan E. Schwamb
Megan E. Schwamb (Huntsville, 1984) è un'astronoma statunitense.
| 229762 Gǃkúnǁʼhòmdímà | 19 ottobre 2007 |
| 225088 Gonggong       | 17 luglio 2007  |

Laureatasi nel 2006 in astronomia all'Università della Pennsylvania, ha successivamente frequentato il Caltech ottenendo il Master of Science in astrofisica nel 2008 e il dottorato in scienze planetarie nel 2011. Dopo esser stata ricercatrice tra il 2010 e il 2013 all'Università Yale e tra il 2013 e il 2016 all'Istituto di Astronomia e Astrofisica all'Accademia Cinese di Taipei, è assistente scientifica dal 2016 all'osservatorio Gemini.
Nel 2017 le è stata conferita la medaglia Carl Sagan per i suoi contributi alla divulgazione scientifica.
Le è stato dedicato l'asteroide 11814 Schwamb.
Complessivamente il Minor Planet Center le accredita le scoperte di sedici asteroidi, effettuate tra il 2007 e il 2010, la maggior parte in cooperazione con altri astronomi: Michael E. Brown, David Lincoln Rabinowitz e Suzanne W. Tourtellotte. Alcuni tra questi sono stati identificati come pianeti nani.